# UCI World Tour 2011
UCI WorldTour 2011 er første udgave af UCI World Tour, opfølgeren til UCI World Ranking, og består af 26 kortere og længere løb i Europa, Australien og Canada. 18 hold har status som ProTeam og stiller til start i alle disse løb.

## Løb
| Start     | Slut      | Løb                                    | Vinder                     |
| --------- | --------- | -------------------------------------- | -------------------------- |
| 18. jan   | 23. jan   | Tour Down Under (2011)                 | Cameron Meyer (GRM)        |
| 6. marts  | 13. marts | Paris-Nice (2011)                      | Tony Martin (THR)          |
| 9. marts  | 15. marts | Tirreno-Adriatico (2011)               | Cadel Evans (BMC)          |
| 19. marts |           | Milano-Sanremo (2011)                  | Matthew Goss (THR)         |
| 21. marts | 27. marts | Katalonien Rundt (2011)                | Alberto Contador (SBS)     |
| 27. marts |           | Gent-Wevelgem (2011)                   | Tom Boonen (QSI)           |
| 3. april  |           | Flandern Rundt (2011)                  | Nick Nuyens (SBS)          |
| 4. april  | 9. april  | Baskerlandet Rundt (2011)              | Andreas Klöden (RSH)       |
| 10. april |           | Paris-Roubaix (2011)                   | Johan Vansummeren (GRM)    |
| 17. april |           | Amstel Gold Race (2011)                | Philippe Gilbert (OLO)     |
| 20. april |           | La Flèche Wallonne (2011)              | Philippe Gilbert (OLO)     |
| 24. april |           | Liège-Bastogne-Liège (2011)            | Philippe Gilbert (OLO)     |
| 26. april | 1. maj    | Romandiet Rundt (2011)                 | Cadel Evans (BMC)          |
| 7. maj    | 29. maj   | Giro d'Italia (2011)                   | Alberto Contador (SBS)     |
| 5. juni   | 12. juni  | Critérium du Dauphiné (2011)           | Bradley Wiggins (SKY)      |
| 11. juni  | 19.juni   | Tour de Suisse (2011)                  | Levi Leipheimer (RSH)      |
| 2. juli   | 24. juli  | Tour de France (2011)                  | Cadel Evans (BMC)          |
| 30. juli  |           | Clásica de San Sebastián (2011)        | Philippe Gilbert (OLO)     |
| 31. juli  | 6. aug    | Polen Rundt (2011)                     | Peter Sagan (LIQ)          |
| 8. aug    | 14. aug   | Eneco Tour (2011)                      | Edvald Boasson Hagen (SKY) |
| 20. aug   | 11. sept  | Vuelta a España (2011)                 |                            |
| 21. aug   |           | Vattenfall Cyclassics (2011)           | Edvald Boasson Hagen (SKY) |
| 28. aug   |           | GP Ouest-France (2011)                 | Grega Bole (LAM)           |
| 9. sept   |           | Grand Prix Cycliste de Québec (2011)   |                            |
| 11. sept  |           | Grand Prix Cycliste de Montréal (2011) |                            |
| 5. okt    | 9. okt    | Tour of Beijing (2011)                 |                            |
| 15. okt   |           | Lombardiet Rundt (2011)                |                            |

## Hold (ProTeam)
| Kode | Navn                | Land           | Hjemmeside                                                                        |
| ---- | ------------------- | -------------- | --------------------------------------------------------------------------------- |
| ALM  | AG2R La Mondiale    | Frankrig       | www.cyclisme.ag2rlamondiale.fr Arkiveret 23. februar 2011 hos Wayback Machine     |
| AST  | Pro Team Astana     | Kasakhstan     | www.astana.lu Arkiveret 3. marts 2012 hos Wayback Machine                         |
| BMC  | BMC Racing Team     | USA            | www.bmc-racing.com Arkiveret 28. juni 2010 hos Wayback Machine                    |
| EUS  | Euskaltel-Euskadi   | Spanien        | www.fundacioneuskadi.com                                                          |
| GRM  | Garmin-Cervélo      | USA            | www.slipstreamsports.com Arkiveret 29. januar 2009 hos Wayback Machine            |
| THR  | Team HTC-Highroad   | USA            | www.highroadsports.com Arkiveret 23. september 2020 hos Wayback Machine           |
| KAT  | Katusha             | Rusland        | www.katushateam.com Arkiveret 20. februar 2009 hos Wayback Machine                |
| LAM  | Lampre-ISD          | Italien        | www.teamlampreisd.com                                                             |
| LIQ  | Liquigas-Cannondale | Italien        | www.teamliquigascannondale.com Arkiveret 16. juli 2011 hos Wayback Machine        |
| LEO  | Leopard Trek        | Luxembourg     | www.leopardtrek.lu Arkiveret 21. april 2020 hos Wayback Machine                   |
| MOV  | Movistar Team       | Spanien        | www.movistarteam.com                                                              |
| OLO  | Omega Pharma-Lotto  | Belgien        | www.omegapharma-lotto.be Arkiveret 17. februar 2010 hos Wayback Machine           |
| QST  | Quick Step          | Belgien        | www.quickstepcycling.eu                                                           |
| RAB  | Rabobank            | Holland        | www.rabobank.com Arkiveret 5. juni 2011 hos Wayback Machine                       |
| RSH  | Team RadioShack     | USA            | www.teamradioshack.com                                                            |
| SBS  | Saxo Bank-SunGard   | Danmark        | www.saxobanksungard.com                                                           |
| SKY  | Team Sky            | Storbritannien | www.teamsky.com Arkiveret 24. februar 2011 hos Wayback Machine                    |
| VDC  | Vacansoleil-DCM     | Holland        | www.vacansoleilprocyclingteam.com Arkiveret 4. september 2013 hos Wayback Machine |

## Rangering

### Pointberegning
Der gives point for samlet placering og placering på enkeltetaper. Holdene og nationernes rangering er baseret på pointene for deres fem bedste ryttere. Kun ryttere på ProTeams kan få point.
| Placering  | Tour de France | Giro d'Italia Vuelta a España | Milano-Sanremo Flandern Rundt Paris-Roubaix Liège-Bastogne-Liège Lombardiet Rundt Mindre etapeløb | Mindre endagsløb |
| ---------- | -------------- | ----------------------------- | ------------------------------------------------------------------------------------------------- | ---------------- |
| Samlet     |                |                               |                                                                                                   |                  |
| 1. plads   | 200            | 170                           | 100                                                                                               | 80               |
| 2. plads   | 150            | 130                           | 80                                                                                                | 60               |
| 3. plads   | 120            | 100                           | 70                                                                                                | 50               |
| 4. plads   | 110            | 90                            | 60                                                                                                | 40               |
| 5. plads   | 100            | 80                            | 50                                                                                                | 30               |
| 6. plads   | 90             | 70                            | 40                                                                                                | 22               |
| 7. plads   | 80             | 60                            | 30                                                                                                | 14               |
| 8. plads   | 70             | 52                            | 20                                                                                                | 10               |
| 9. plads   | 60             | 44                            | 10                                                                                                | 6                |
| 10. plads  | 50             | 38                            | 4                                                                                                 | 2                |
| 11. plads  | 40             | 32                            |                                                                                                   |                  |
| 12. plads  | 30             | 26                            |                                                                                                   |                  |
| 13. plads  | 24             | 22                            |                                                                                                   |                  |
| 14. plads  | 20             | 18                            |                                                                                                   |                  |
| 15. plads  | 16             | 14                            |                                                                                                   |                  |
| 16. plads  | 12             | 10                            |                                                                                                   |                  |
| 17. plads  | 10             | 8                             |                                                                                                   |                  |
| 18. plads  | 8              | 6                             |                                                                                                   |                  |
| 19. plads  | 6              | 4                             |                                                                                                   |                  |
| 20. plads  | 4              | 2                             |                                                                                                   |                  |
| Etapesejre |                |                               |                                                                                                   |                  |
| 1. plads   | 20             | 16                            | 6                                                                                                 |                  |
| 2. plads   | 10             | 8                             | 4                                                                                                 |                  |
| 3. plads   | 6              | 4                             | 2                                                                                                 |                  |
| 4. plads   | 4              | 2                             | 1                                                                                                 |                  |
| 5. plads   | 2              | 1                             | 1                                                                                                 |                  |

### Individuelt
|     | Rytter                         | Hold                | Point |
| --- | ------------------------------ | ------------------- | ----- |
| 1   | Belgien Philippe Gilbert       | Omega Pharma-Lotto  | 718   |
| 2   | Australien Cadel Evans         | BMC Racing Team     | 574   |
| 3   | Spanien Alberto Contador       | Saxo Bank-SunGard   | 471   |
| 4   | Spanien Joaquim Rodríguez      | Katjusja            | 436   |
| 5   | Italien Michele Scarponi       | Lampre-ISD          | 357   |
| 6   | Tyskland Tony Martin           | Team HTC-Highroad   | 349   |
| 7   | Spanien Samuel Sánchez         | Euskaltel-Euskadi   | 307   |
| 8   | UK Bradley Wiggins             | Team Sky            | 289   |
| 9   | Irland Daniel Martin           | Garmin-Cervélo      | 286   |
| 10  | Luxembourg Fränk Schleck       | Leopard Trek        | 284   |
| 11  | Italien Vincenzo Nibali        | Liquigas-Cannondale | 272   |
| 12  | Norge Edvald Boasson Hagen     | Team Sky            | 260   |
| 13  | Schweiz Fabian Cancellara      | Leopard Trek        | 252   |
| 14  | Luxembourg Andy Schleck        | Leopard Trek        | 252   |
| 15  | Italien Ivan Basso             | Liquigas-Cannondale | 230   |
| 16  | UK Chris Froome                | Team Sky            | 230   |
| 17  | Kasakhstan Aleksandr Vinokurov | Astana              | 230   |
| 18  | Nederlandene Robert Gesink     | Rabobank            | 222   |
| 19  | Australien Matthew Goss        | Team HTC-Highroad   | 217   |
| 20  | Tyskland Andreas Klöden        | Team RadioShack     | 207   |
| 35  | Norge Thor Hushovd             | Garmin-Cervélo      | 123   |
| 157 | Norge Alexander Kristoff       | BMC Racing Team     | 7     |

### Hold
Holdene rangeres ved at summere pointene for deres fem bedste ryttere.
- Opdateret efter Romandiet Rundt 2011, 1. maj

|    | Hold                | Point | Fem bedste ryttere                                                                                  |
| -- | ------------------- | ----- | --------------------------------------------------------------------------------------------------- |
| 1  | Team HTC-Highroad   | 596   | Goss (203), Martin (197), Pinotti (102), Bak (50), Eisel (44)                                       |
| 2  | Leopard Trek        | 503   | Cancellara (236), F Schleck (94), A Schleck (72), Bennati (60), Fuglsang (41)                       |
| 3  | Team RadioShack     | 495   | Klöden (202), Horner (143), Rast (60), Brajkovič (60), Machado (30)                                 |
| 4  | Omega Pharma-Lotto  | 459   | Gilbert (356), Greipel (78), Vanendert (22), Dehaes (2), Bakelants/Roelandts/Sieberg (1 point hver) |
| 5  | BMC Racing Team     | 416   | Evans (232), Ballan (100), Hincapie (40), Van Avermaet (40), Phinney (4)                            |
| 6  | Rabobank            | 398   | Gesink (156), Matthews (70), Tjallingii (70), ten Dam (52), Langeveld (50)                          |
| 7  | Garmin-Cervélo      | 358   | Meyer (106), Vansummeren (100), Martin (72), Farrar (60), Hushovd (20)                              |
| 8  | Team Sky            | 333   | Urán (107), Swift (89), Wiggins (75), Gerrans (51), Henderson (11)                                  |
| 9  | Movistar Team       | 299   | Intxausti (110),Tondó (90), Ventoso (46), López García (32), Rojas (21)                             |
| 10 | Saxo Bank-SunGard   | 262   | Contador (106), Nuyens (100), C A Sørensen (41), J. J. Haedo (9), Porte (6)                         |
| 11 | Lampre-ISD          | 260   | Scarponi (202), Cunego (33), Petacchi (15), Gavazzi (6), Ulissi (4)                                 |
| 12 | Katusha             | 243   | Rodríguez (127), Pozzato (50), Kolobnev (30), Brutt (26), Moreno (10)                               |
| 13 | Quick Step          | 234   | Boonen (140), Chavanel (80), Seeldraeyers (10), Vandewalle (4)                                      |
| 14 | Astana              | 224   | Vinokurov (146), Kreuziger (60), Davis (10), Di Gregorio (7), Gasparotto (1)                        |
| 15 | Euskaltel-Euskadi   | 201   | Sánchez (163), Antón (30), Castroviejo (6), Pérez (2)                                               |
| 16 | Liquigas-Cannondale | 188   | Basso (92), Nibali (91), Oss (2), P. Sagan (2), Sabatini/Viviani (1 point hver)                     |
| 17 | AG2R La Mondiale    | 106   | Péraud (41), Mondory (30), Kadri (20), Goddaert (10), Cherel (5)                                    |
| 18 | Vacansoleil-DCM     | 74    | Leukemans (54), De Gendt (12), Poels (4), Carrara/Ligthart/Westra (2 point hver)                    |

### Nation
Nationsrangeringen er baseret på nationens fem bedste ryttere.
- Opdateret efter Romandiet Rundt 2011, 1. maj

|    | Nation         | Point | Fem bedste ryttere                                                                    |
| -- | -------------- | ----- | ------------------------------------------------------------------------------------- |
| 1  | Belgien        | 750   | Gilbert (356), Boonen (140), Nuyens (100), Vansummeren (100), Leukemans (54)          |
| 2  | Australien     | 662   | Evans (232), Goss (203), Meyer (106), Matthews (70), Gerrans (51)                     |
| 3  | Spanien        | 596   | Sánchez (163), Rodríguez (127), Intxausti (110), Contador (106), Tondó (90)           |
| 4  | Italien        | 587   | Scarponi (202), Pinotti (102), Ballan (100), Basso (92), Nibali (91)                  |
| 5  | Tyskland       | 484   | Klöden (202), Martin (197), Greipel (78), Martens (6), Grabsch/Sieberg (1 point hver) |
| 6  | Holland        | 368   | Gesink (156), Tjallingii (70), ten Dam (52), Langeveld (50), Weening (40)             |
| 7  | Schweiz        | 296   | Cancellara (236), Rast (60)                                                           |
| 8  | USA            | 276   | Horner (143), Farrar (60), Hincapie (40), Leipheimer (22), Talansky (11)              |
| 9  | Frankrig       | 178   | Chavanel (80), Péraud (41), Mondory (30), Kadri (20), Di Gregorio (7)                 |
| 10 | Storbritannien | 174   | Swift (89), Wiggins (75), Thomas (5), Millar (5)                                      |